# Jin-Hyun Paik
Jin-Hyun Paik (* 1. Februar 1958 in Seoul) ist ein südkoreanischer Jurist und war von 2009 bis 2023 Richter am Internationalen Seegerichtshof. Vom 2. Oktober 2017 bis zum 30. September 2020 war er dessen Präsident.

## Leben
Nach seinem Studium an der Seoul National University, das er 1980 abschloss, erwarb Paik 1983 den Magistergrad der Columbia University. Im Jahr 1985 studierte er dann an der Haager Akademie für Völkerrecht, bevor er sich 1989 an der Universität Cambridge im Völkerrecht promovierte. Noch im selben Jahr erhielt er die Zulassung als Anwalt im Bundesstaat New York.
Von 1990 bis 1997 war Paik als Professor am Institute of Foreign Affairs and National Security des koreanischen Außenministerium tätig und Mitglied verschiedenster, vor allem im Bereich des Seerechts tätiger Abordnungen der südkoreanischen Regierung. Seit 1997 ist er Professor für Völkerrecht an der Seoul National University. 2003/2004 nahm er Gastprofessuren an der Johns Hopkins University und der Stanford University wahr.
Paik ist unter anderem Mitherausgeber der Zeitschrift Korean Journal of International and Comparative Law. Ab dem 6. März 2009 war er bis 2023 Richter am Internationalen Seegerichtshof in Hamburg und ab dem 2. Oktober 2017 dessen Präsident. Seine Amtszeit als Präsident lief bis zum 30. September 2020.

## Publikationen (Auswahl)
- Maritime issues in the 1990s : Antarctica, law of the sea and marine environment. Seoul Press, Seoul 1992.
- East Asia and the law of the sea. In: James Crawford (Hrsg.): The law of the sea in the Asian Pacific region: developments and prospects. Nijhoff, Dordrecht 1995, ISBN 0-7923-2742-X, S. 7.
- The U.N. Convention on the Law of the Sea and boundary delimitation issues in East Asia. In: Korean journal of comparative law. Band 24 (1996), ISSN 0377-0729, S. 125.
- New concept of engagement policy toward North Korea. In: Korea Focus on current topics. Band 8, 2000-2, ISSN 1225-8121, S. 1.